# Chauliognathus cheesmanae
Chauliognathus cheesmanae es una especie de coleóptero de la familia Cantharidae.

## Distribución geográfica
Habita en Nueva Guinea.